# Anteuil
Anteuil ist eine französische Gemeinde mit 600 Einwohnern (Stand: 1. Januar 2022) im Département Doubs in der Region Bourgogne-Franche-Comté.

## Geographie
Anteuil liegt auf 453 m, etwa 23 Kilometer südwestlich der Stadt Montbéliard (Luftlinie). Das Dorf erstreckt sich auf einem Plateau am Südfuß der Côte d’Armont und nördlich der Lomontkette, in den äußersten nördlichen Höhenzügen des Juras.
Die Fläche des 24,29 km² großen Gemeindegebiets umfasst einen Abschnitt des französischen Juras. Der zentrale Teil des Gebietes wird vom Plateau von Anteuil eingenommen, das durchschnittlich auf 450 m liegt und eine Breite von fast drei Kilometern sowie eine Länge von ungefähr vier Kilometern aufweist. Es ist überwiegend von Acker- und Wiesland bestanden, zeigt aber auch einige Waldflächen, insbesondere im Westen. Hier senkt sich das Plateau allmählich gegen das Doubstal hin ab. Flankiert wird das Plateau im Norden von der Côte d’Armont, im Süden von der Lomontkette, über die der Passübergang Col de la Ferrière (592 m) in das Becken von Sancey führt. Beide Ketten bilden in geologisch-tektonischer Hinsicht Antiklinalen, die gemäß der Streichrichtung des Juras in dieser Region in West-Ost-Richtung orientiert sind. Mit 840 m wird auf dem Gipfel des Lomont die höchste Erhebung von Anteuil erreicht.
Nach Osten erstreckt sich das Gemeindeareal in die stärker reliefierte, tafeljuraartige nördliche Vorbergzone der Montagne du Lomont mit dem Bois de Miémont, den Höhen von Bermont und dem Plateau von Tournedoz. Die östliche Abgrenzung verläuft oberhalb des Steilabfalls zum Talbecken von Hyémondans. Das ganze Areal zeigt keine oberirdischen Fließgewässer, weil das Niederschlagswasser im verkarsteten Untergrund versickert.
Zu Anteuil gehören neben dem eigentlichen Ort auch mehrere Weiler und Einzelhöfe, darunter:
- Glainans (475 m) am östlichen Rand des Plateaus von Anteuil
- Bermont (500 m) am Nordfuß der Lomontkette
- Tournedoz (575 m) auf einem Plateau vom Nordfuß der Lomontkette

Nachbargemeinden von Anteuil sind Saint-Georges-Armont, Rang, L’Isle-sur-le-Doubs und Blussans im Norden, Lanthenans und Hyémondans im Osten, Vyt-lès-Belvoir, Vellerot-lès-Belvoir, Orve und Crosey-le-Grand im Süden sowie Chaux-lès-Clerval und Pays de Clerval im Westen.

## Geschichte
Im Mittelalter gehörte das Gebiet um Anteuil zur kleinen Herrschaft Bermont, deren Burg im 13. Jahrhundert erbaut wurde. Die Herren von Bermont waren Vasallen der Herren von Neuchâtel. Nachdem die Burg Bermont von Truppen des Königs Ludwig XI. eingenommen und verwüstet wurde, erfolgte zu Beginn des 16. Jahrhunderts der Wiederaufbau. Während des Dreißigjährigen Krieges wurde die Burg erneut zerstört. Zusammen mit der Franche-Comté gelangte Anteuil mit dem Frieden von Nimwegen 1678 an Frankreich. Zu einer Gebietsveränderung kam es im Jahr 1972, als die vorher selbständigen Gemeinden Glainans und Tournedoz mit Anteuil fusionierten.

## Sehenswürdigkeiten
Die Himmelfahrts-Kirche in Anteuil wurde im 16. Jahrhundert im gotischen Stil errichtet. Aus dem 19. Jahrhundert stammt die Kirche von Tournedoz. Auf dem Gemeindegebiet befinden sich im Weiteren die Landkapellen Saint-Marc und Chapelle de Combe-Violat. Von der Burg Bermont sind Ruinen erhalten.

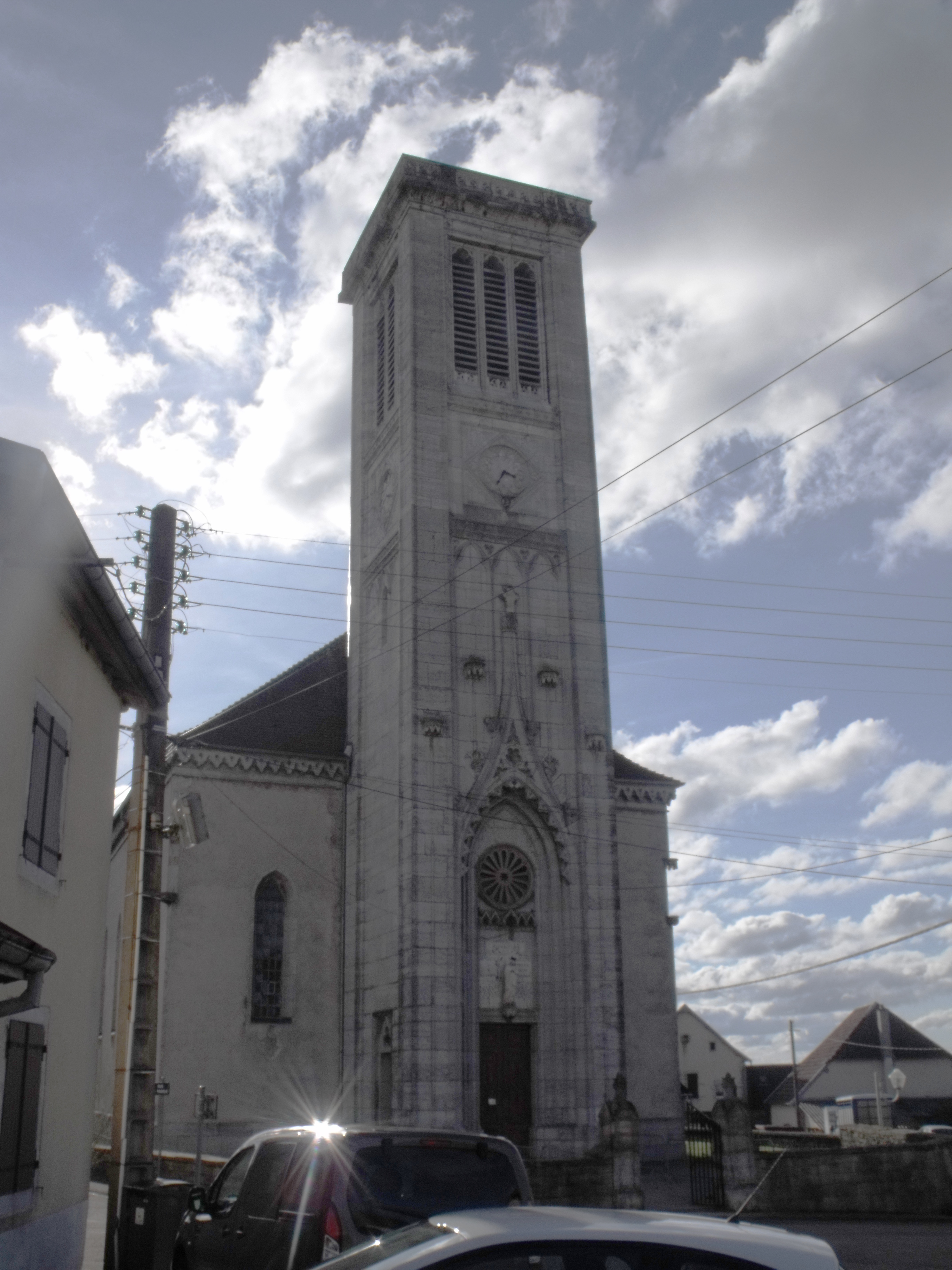
Himmelfahrts-Kirche (Église de l’assomption)
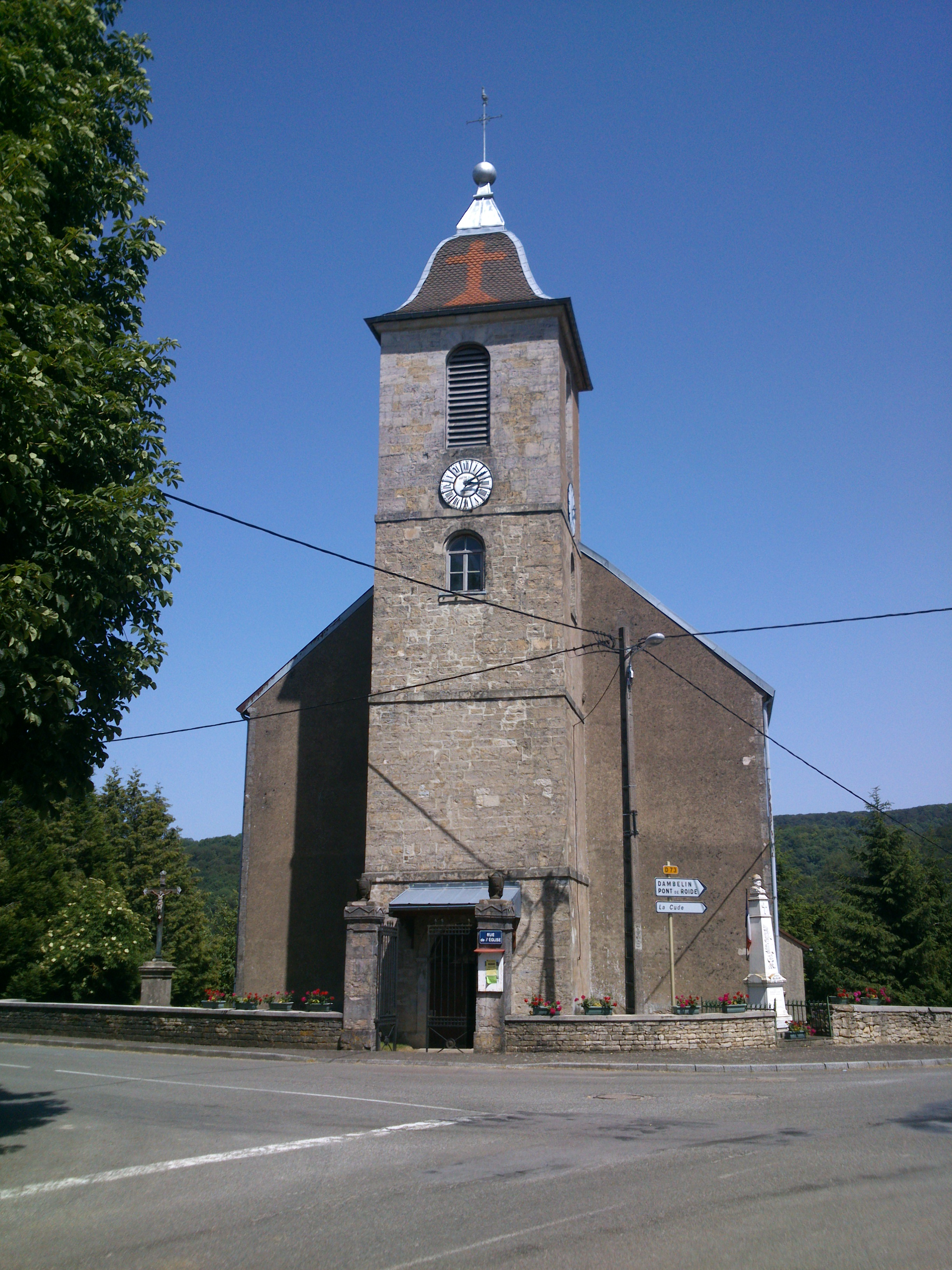
Kirche Saint-Nicolas im Ortsteil Glainans
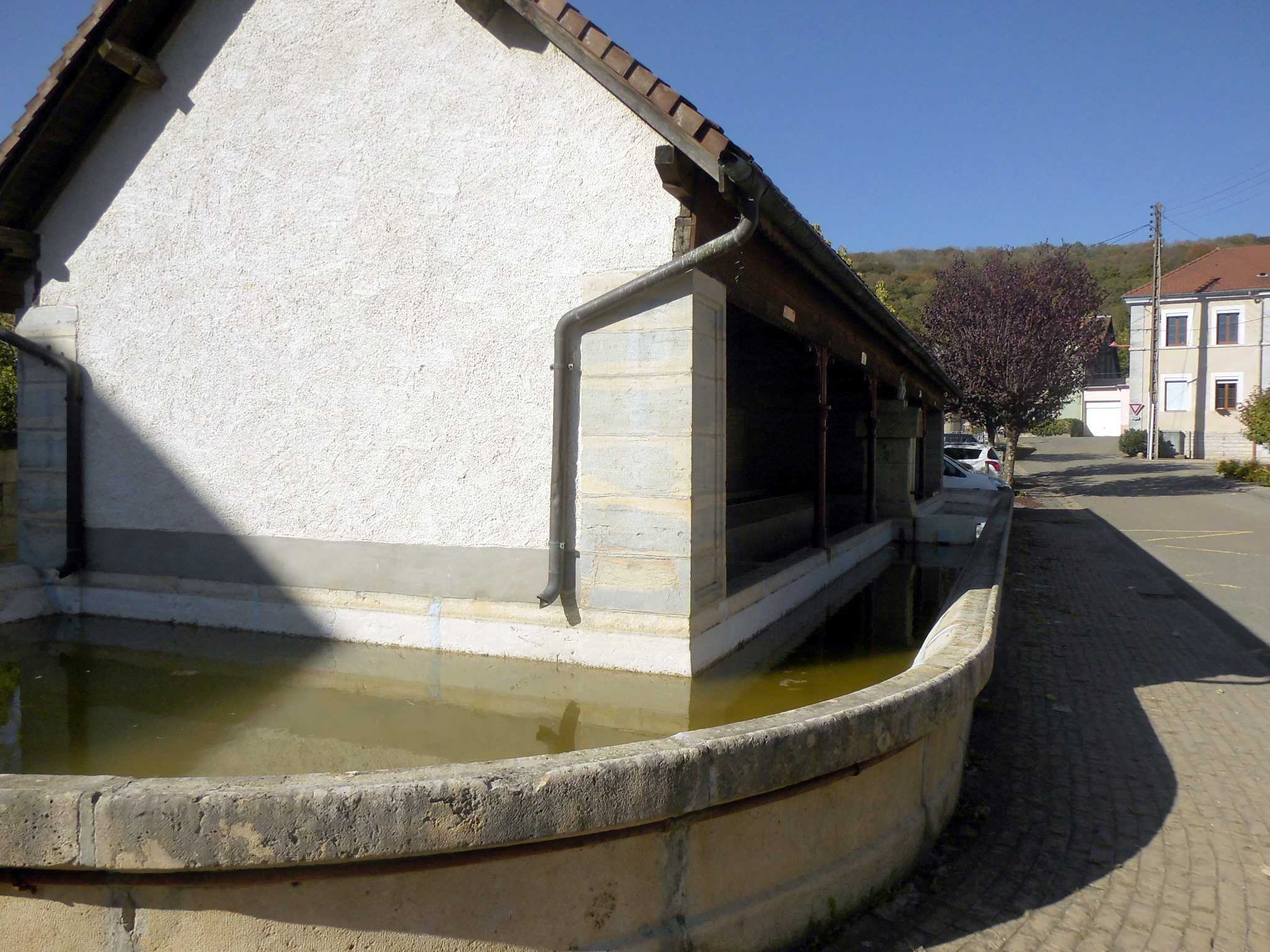
Lavoir Anteuil

## Bevölkerung
| Jahr                       | 1962 | 1968 | 1975 | 1982 | 1990 | 1999 | 2009 | 2020 |
| Einwohner                  | 453  | 422  | 385  | 524  | 506  | 482  | 597  | 613  |
| Quellen: Cassini und INSEE |      |      |      |      |      |      |      |      |

Mit 600 Einwohnern (Stand 1. Januar 2022) gehört Anteuil zu den kleinen Gemeinden des Départements Doubs. Nachdem die Einwohnerzahl in der ersten Hälfte des 20. Jahrhunderts deutlich abgenommen hatte (1886 wurden noch 791 Personen gezählt), wurde seit den 1980er Jahren wieder ein Bevölkerungswachstum verzeichnet.

## Wirtschaft und Infrastruktur
Anteuil war bis weit ins 20. Jahrhundert hinein ein vorwiegend durch die Landwirtschaft (Ackerbau, Obstbau und Viehzucht) und die Forstwirtschaft geprägtes Dorf. Daneben gibt es heute einige Betriebe des lokalen Kleingewerbes. Mittlerweile hat sich das Dorf auch zu einer Wohngemeinde gewandelt. Viele Erwerbstätige sind deshalb Wegpendler, die in den größeren Ortschaften der Umgebung ihrer Arbeit nachgehen. Ein nennenswertes Unternehmen der Industrie ist der Automobilzulieferer Delfingen, der seinen Hauptsitz in Anteuil hat.
Die Ortschaft liegt abseits der größeren Durchgangsstraßen an einer Departementsstraße, die von Clerval nach Pont-de-Roide-Vermondans führt. Der nächste Anschluss an die Autobahn A36 befindet sich in einer Entfernung von ungefähr fünf Kilometern. Weitere Straßenverbindungen bestehen mit L’Isle-sur-le-Doubs und Sancey-le-Grand.